# Carnival Corporation & plc
A Carnival Corporation & plc é uma empresa anglo-americana que realiza cruzeiros marítimos, sendo ela a maior do mundo em seu ramo. A empresa é formada por 10 companhias de navegação Carnival Cruise Lines, Holland America Line, Princess Cruises e Seabourn Cruise Line nos Estados Unidos; P&O Cruises e Cunard Line no Reino Unido, AIDA Cruises na Alemanha; Costa Crociere na Itália; Ibero Cruceros na Espanha; e P&O Cruises Australia.
Opera 101 navios, outros 10 navios adicionais devem ser entregues até março de 2016. A frota tem capacidade para transportar  200 000 passageiros atendidos por 70 000 tripulantes.
A Carnival Corporation & plc tem sedes em Miami, nos Estados Unidos, e em Londres, na Inglaterra. Carnival Corporation &  Carnival PLC são companhias separadas e têm corpos de acionistas diferentes, mas eles possuem todas as companhias operacionais juntamente no grupo. A Corporation possui a maioria. No final do ano de 2005, a Carnival teve renda de US$ 11,087 bilhões e renda líquida de US$ 2,257 bilhões.